# Pilsumer Kreuzkirche

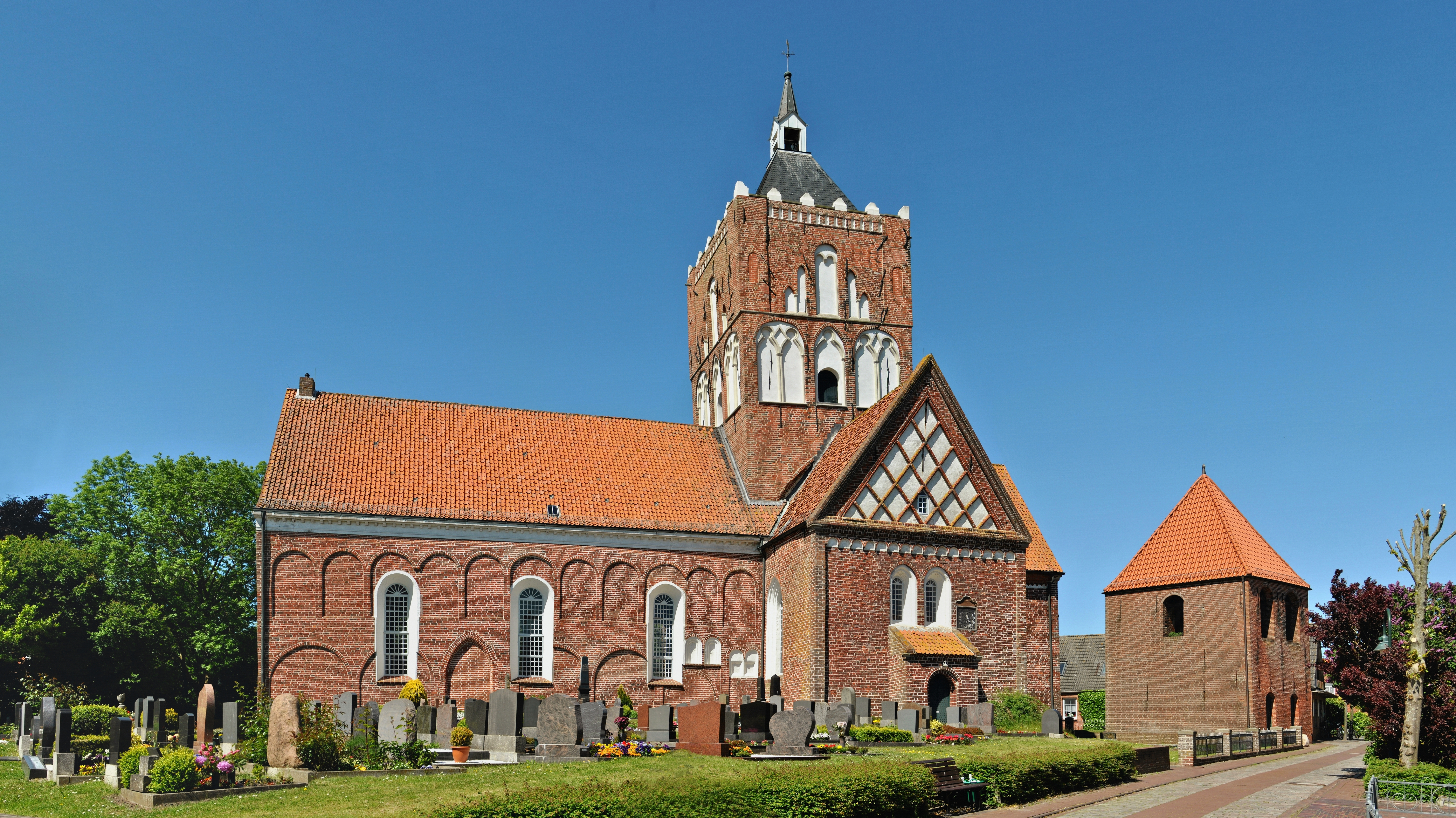
Pilsumer Kreuzkirche von Süden. Der Schattenwurf an der Dachtraufe verdeutlicht die konvexe Krümmung der Längswand.

Die evangelisch-reformierte Pilsumer Kreuzkirche liegt im ostfriesischen Warftdorf Pilsum, in der Krummhörn. Das heutige Gotteshaus wurde in drei Bauabschnitten errichtet, geht in seiner Bausubstanz auf das 13. Jahrhundert zurück und war dem heiligen Stephanus geweiht.

## Geschichte
Die Pilsumer Kirche hatte vermutlich einen Vorgängerbau aus Holz. Darauf deuten die Ergebnisse einer 1980 vorgenommenen Untersuchung der Kirchwarft hin. Im 13. Jahrhundert wurde die Kirche durch den heutigen Bau ersetzt. Dessen ältester Teil ist das um 1240 errichtete Langhaus. Im dritten Viertel des 13. Jahrhunderts folgten Querschiff und Chor. Der Vierungsturm wurde wahrscheinlich um 1300 errichtet. Er steht auf so unsicherem Grund, dass er sich schon im Mittelalter neigte und die Glocken in einen neu gebauten niedrigen Glockenturm südöstlich der Kirche gebracht wurden. Die Pilsumer Kreuzkirche ist als Baudenkmal von nationaler Bedeutung in den Jahren 1976 bis 1994 restauriert worden.

## Baubeschreibung

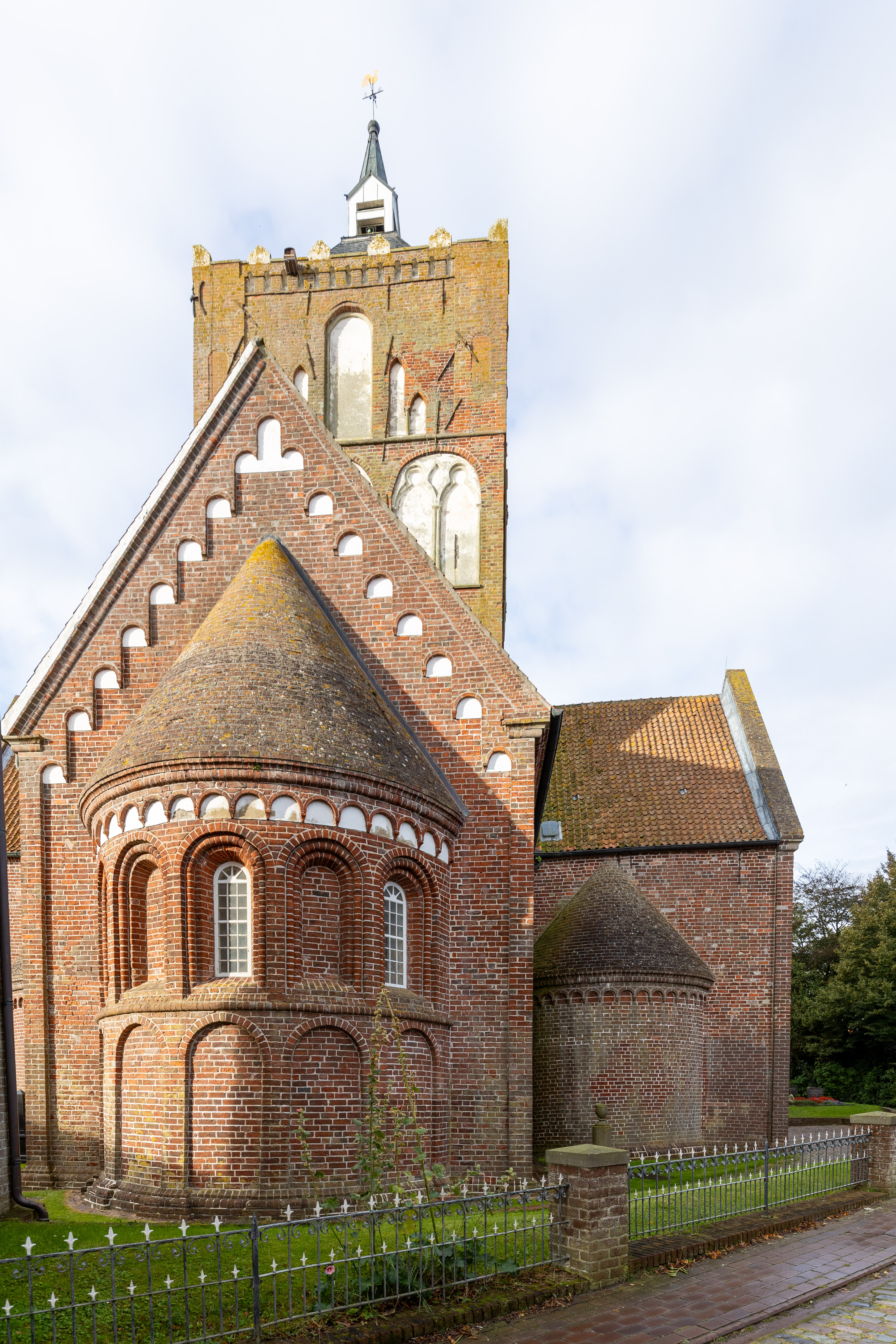
Apsiden nach rheinischen Vorbildern

Wie auch mehrere andere friesische Kirchen vereinigt die Pilsumer Dorfkirche in sich Züge der Romanik und der Gotik. Trotz mehrerer Bauphasen sind die romanischen Elemente nicht durchgängig älter als die gotischen. Herausragende Eigentümlichkeit dieser Kirche im friesischen Kulturgebiet ist ihr Vierungsturm. Dorfkirchen mit kreuzförmigem Grundriss gibt es hingegen mehrere, so in Reepsholt im Osten, in Bunde im Süden und in Holwierde am linken Ufer des Emsästuars in der Provinz Groningen.
Der älteste Teil der Kirche ist das wohl um 1240 errichtete Langhaus. Ähnlich der Kirche in Eilsum zeigen seine Wände eine zweigeschossige Blendengliederung, von denen die oberen Blendbögen zur Mitte hin etwas ansteigen. Spätere Fenstervergrößerungen wichen von dieser Gestaltung ab. Die ursprünglichen Eingänge in Nord- und Südwand des Langhauses sind heute vermauert. An ihre Stelle traten die Portale in den Querhausgiebeln und das Westportal. Ein ursprünglich in der Südwand vorhandenes, inzwischen zugemauertes Hagioskop ist nur noch innen an einer schmalen Nische erkennbar. Die romanischen Fenster im Langhaus wurden erweitert, um mehr Licht ins Innere der Kirche zu lassen. In ihrer ursprünglichen Form erhalten geblieben sind die Fenster von Querhaus, Chor und Hauptapsis.

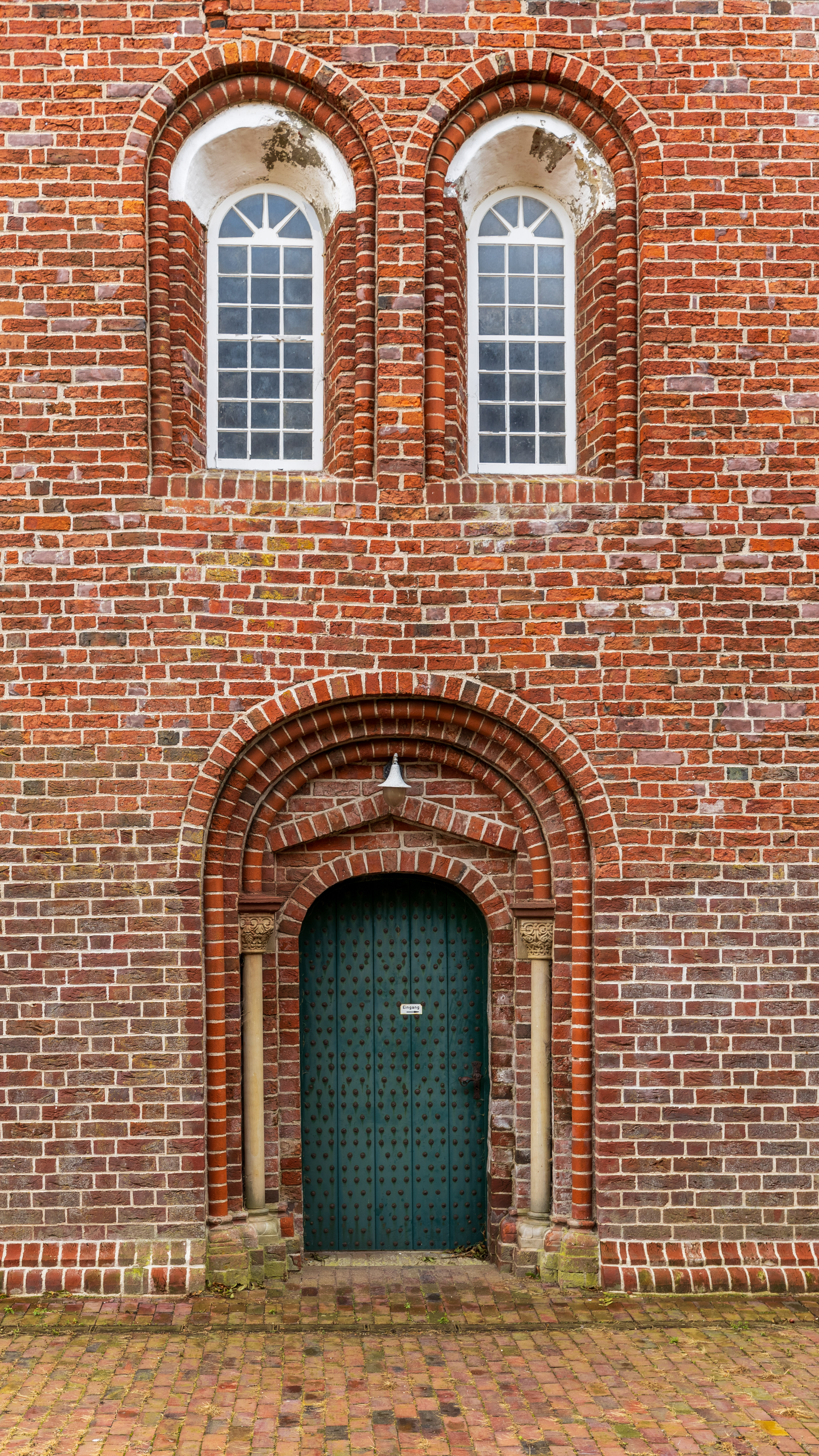
Nordportal mit Korbbögen. Sandsteinsäulchen und Attika. Fenster nicht mehr nur rund, noch nicht richtig spitz
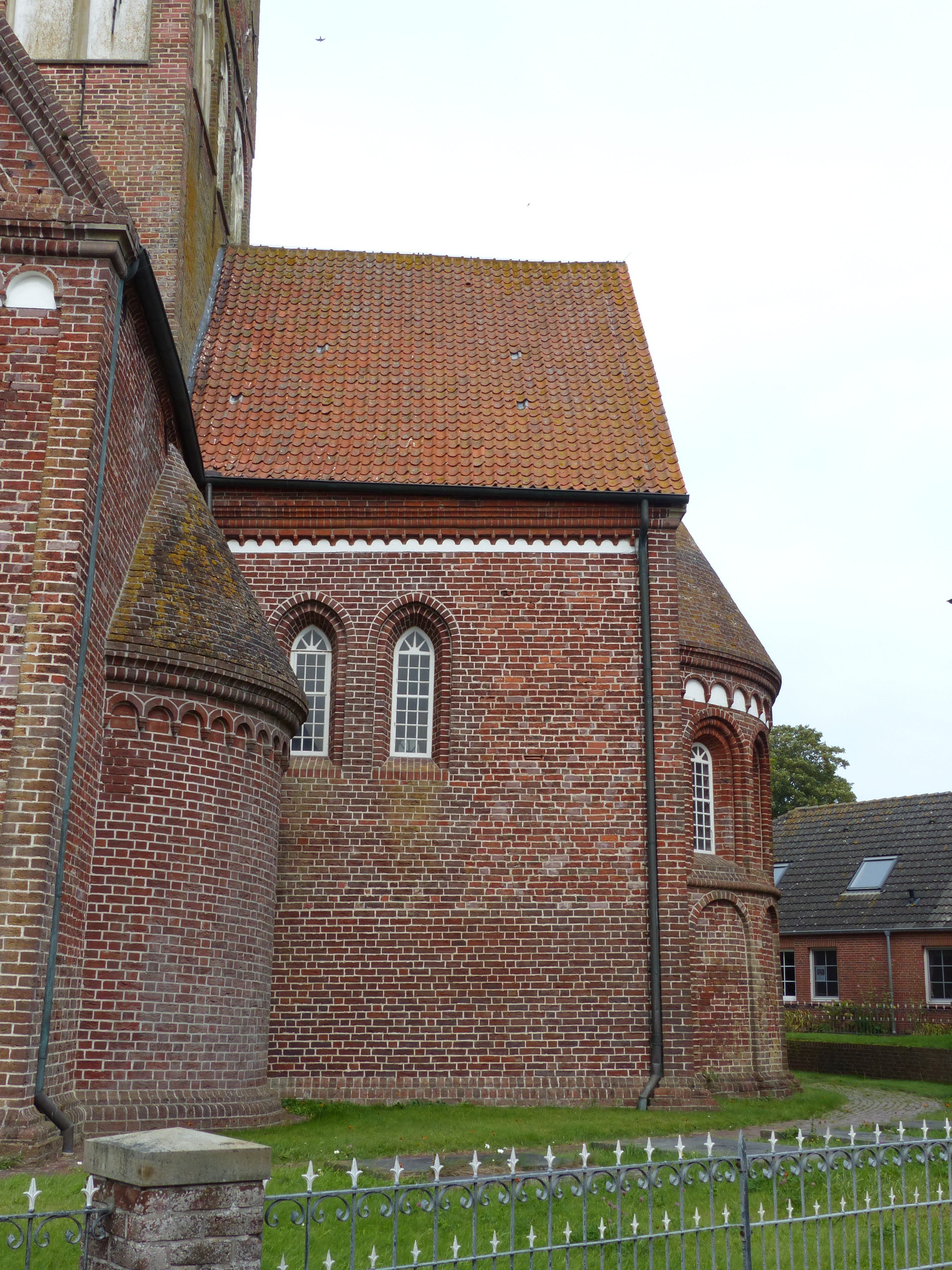
Frühgotischer Chor, romanische Apsiden
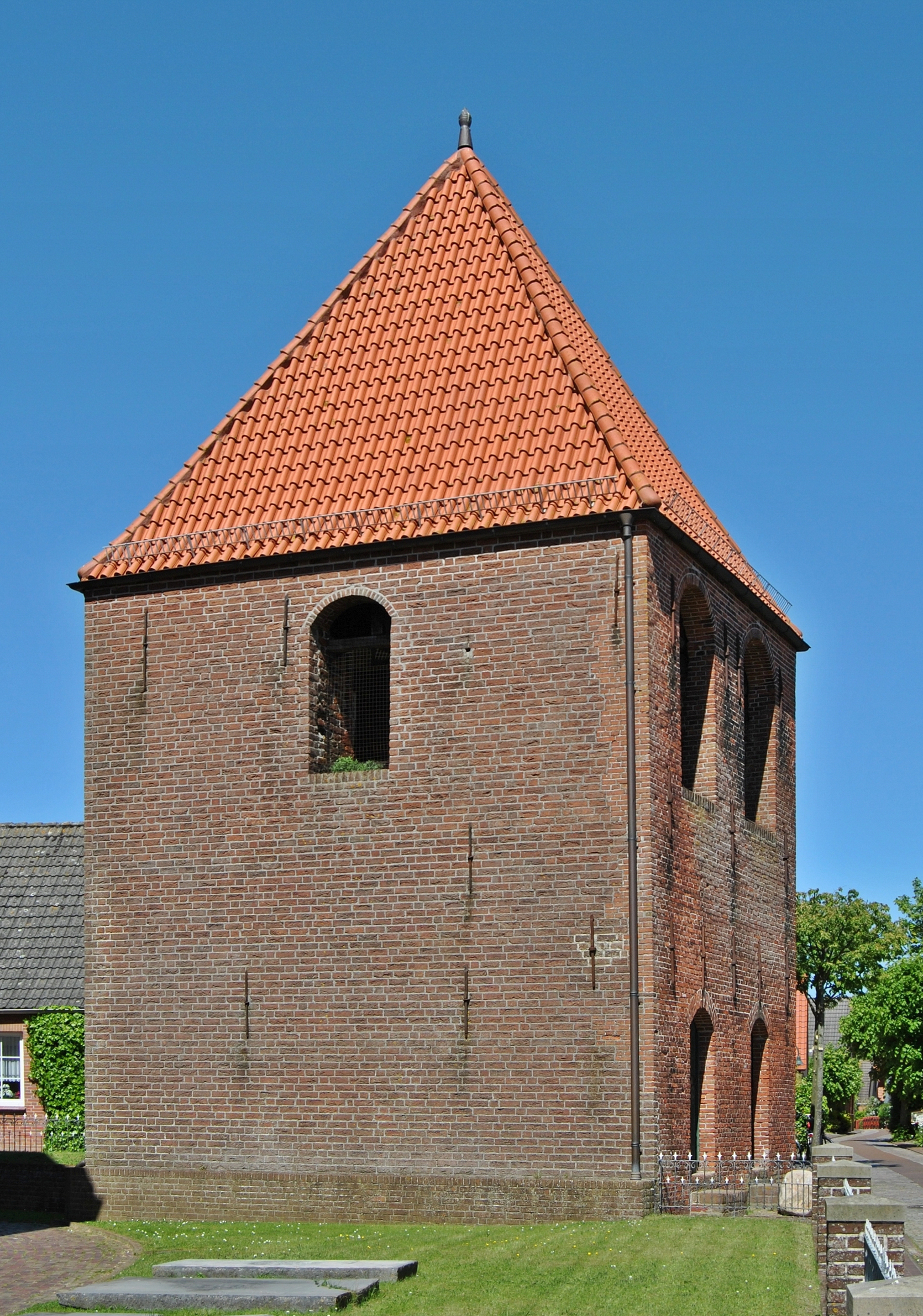
Glockenturm jünger

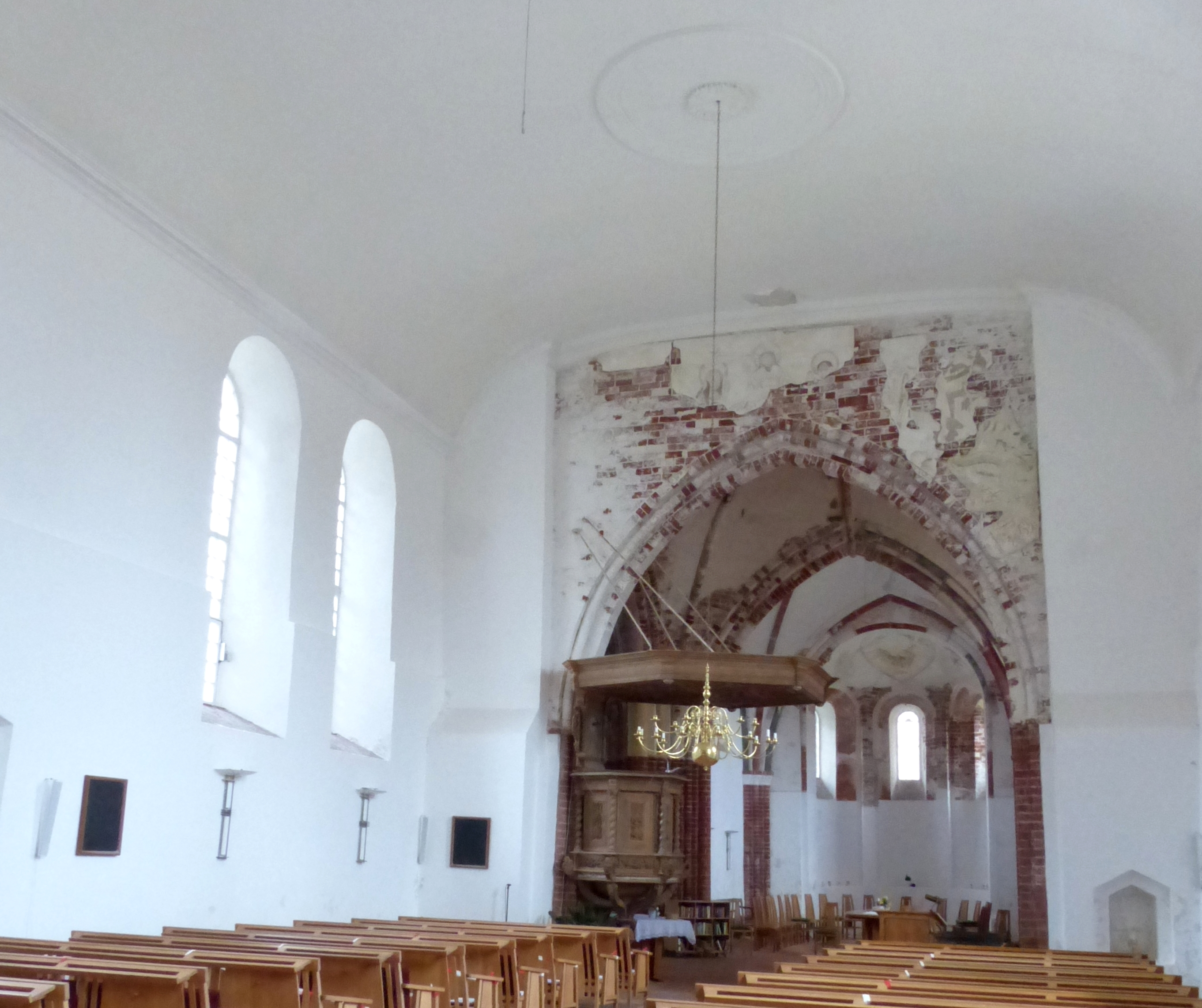
Blick aus dem holzgedeckten Schiff in die gewölbten Ostteile, Kanzel mit großem Schalldeckel

Im 3. Viertel des 13. Jahrhunderts, stilistisch im Übergang zur Gotik, wurde die Kirche nach Osten erweitert um eine Vierung mit Querhaus und Chor, daran anschließend drei Apsiden. Die dabei verwendeten Backsteine sind etwa 1 cm höher und geringfügig länger als die des Langhauses. Die eckigen Raumteile haben allesamt domikale Kreuzrippengewölbe mit zapfenförmigen Schlusssteinen, die Vierung achtteilig, die übrigen Räume vierteilig. Die Querhausfenster „schwanken“ zwischen Romanik und Gotik, die Chorfenster sind klar gotisch. Die Apsiden, vom Bauablauf her gleichzeitig oder jünger, sind in streng romanischen Formen gehalten, mit ihren ungegliederten rundbogigen Halbkuppeln nicht einmal spätromanisch (in der Spätromanik bevorzugte man Spitzkuppeln). Pfeiler und Gewölbe der Vierung haben ihr Vorbild in Marienfeld im östlichen Münsterland. Vorbilder der Apsiden sind in den großen romanischen Kirchen des Rheinlandes zu suchen, vor allem in Köln.
Möglicherweise im 18. Jahrhundert, jedenfalls deutlich nach der Errichtung von Querhaus, Chor und Apsiden wurde das Langhaus mit einem neuen, höheren Dachstuhl versehen. Dafür wurden seine Wände entsprechend aufgemauert, was bis heute an den verwendeten kleineren Ziegeln im Mauerwerk erkennbar ist. Die Flachdecke des Langhauses ist anschließend durch eine Muldendecke ersetzt worden.
Der südöstlich der Kirche stehende Glockenturm ist ein zweigeschossiger Backsteinbau auf quadratischem Grundriss unter einem Zeltdach. Neben der Kreuzkirche mit Kirchenwarft, Friedhof und Umfassungsmauer steht auch das Pfarrhaus unter Denkmalschutz.

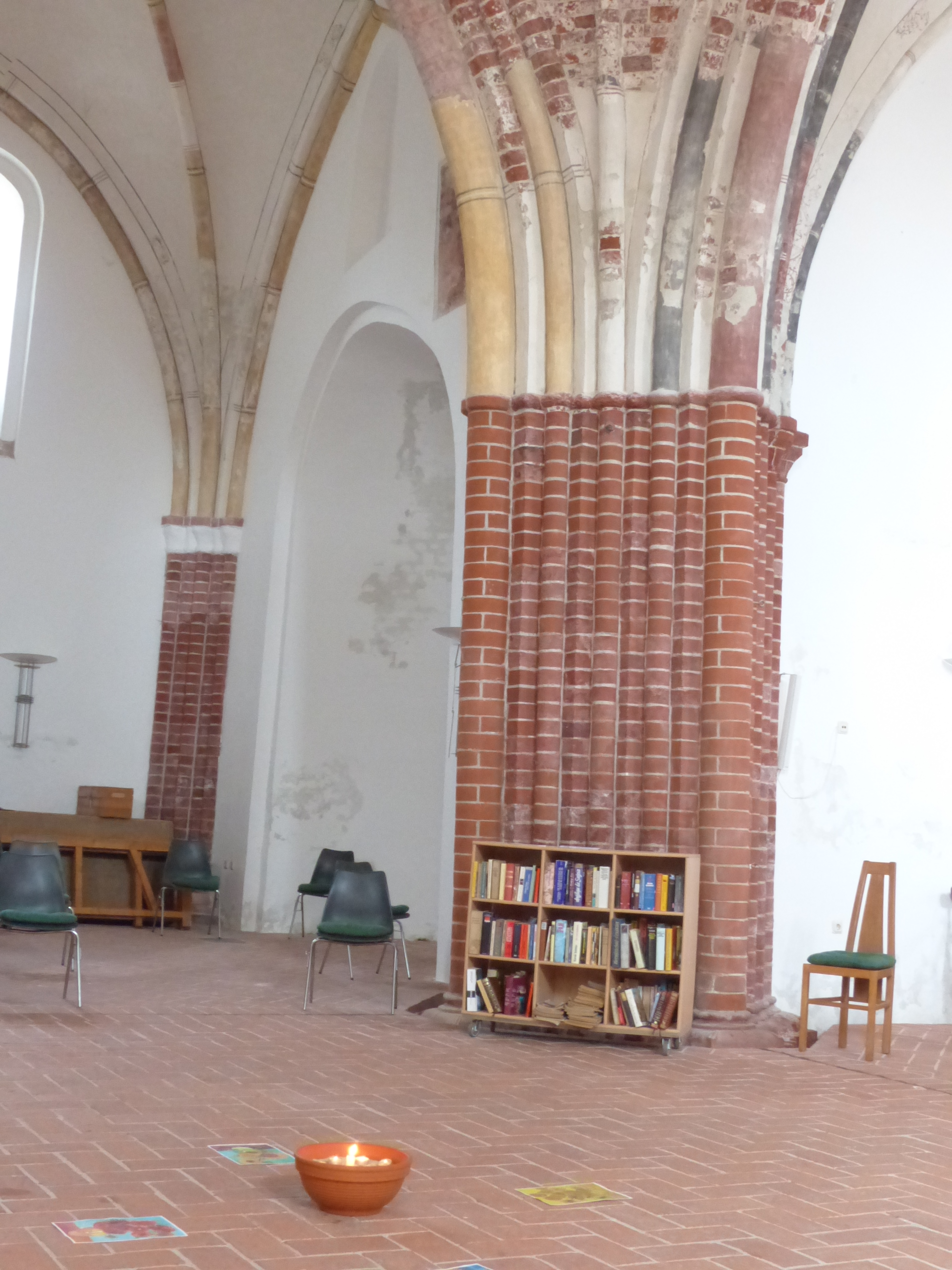
Vierungspfeiler nach westfälischem Vorbild
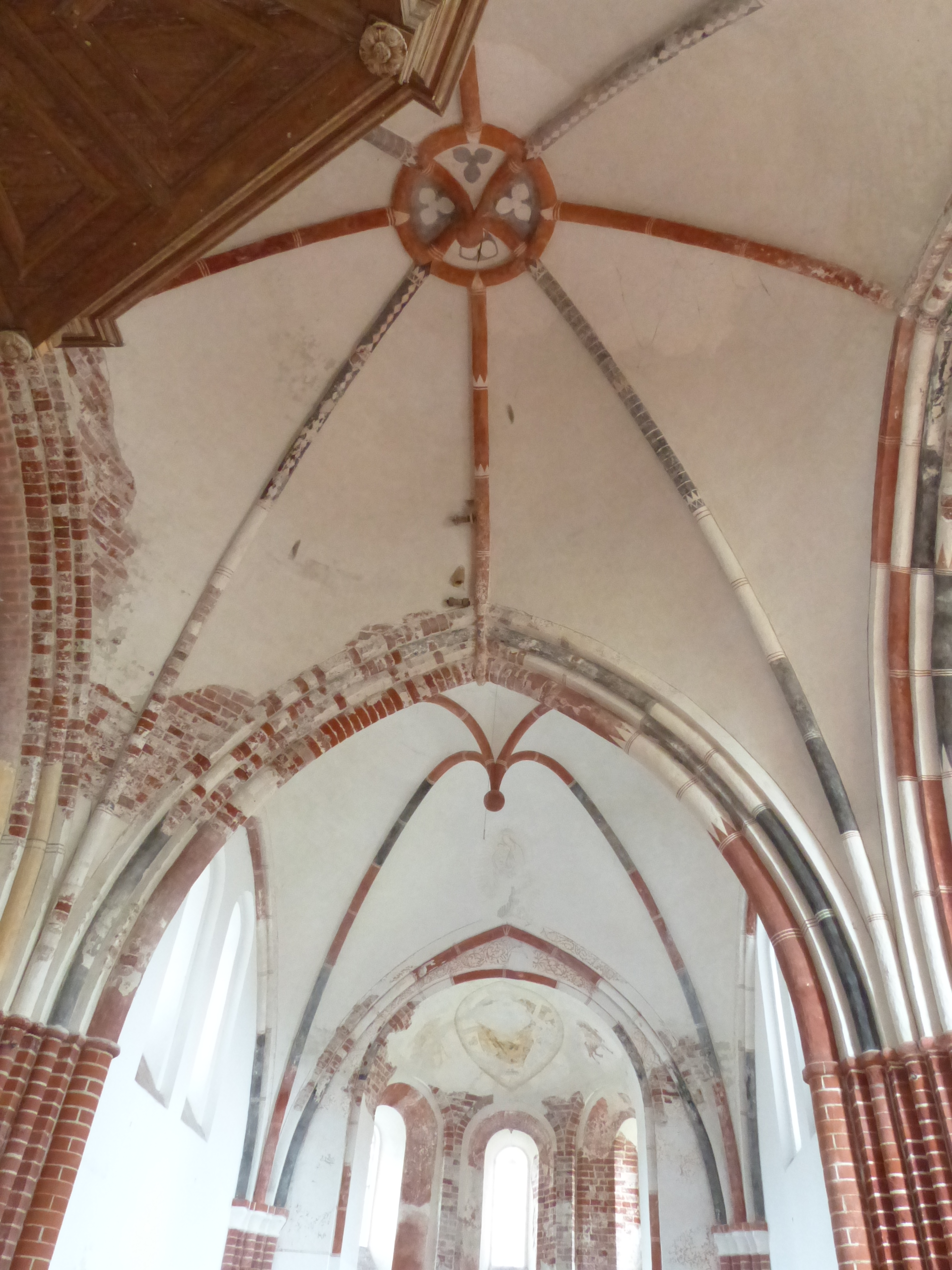
Vierung und Chor mit gotischen Rippengewölben, Apsis mit romanischer Halbkuppel
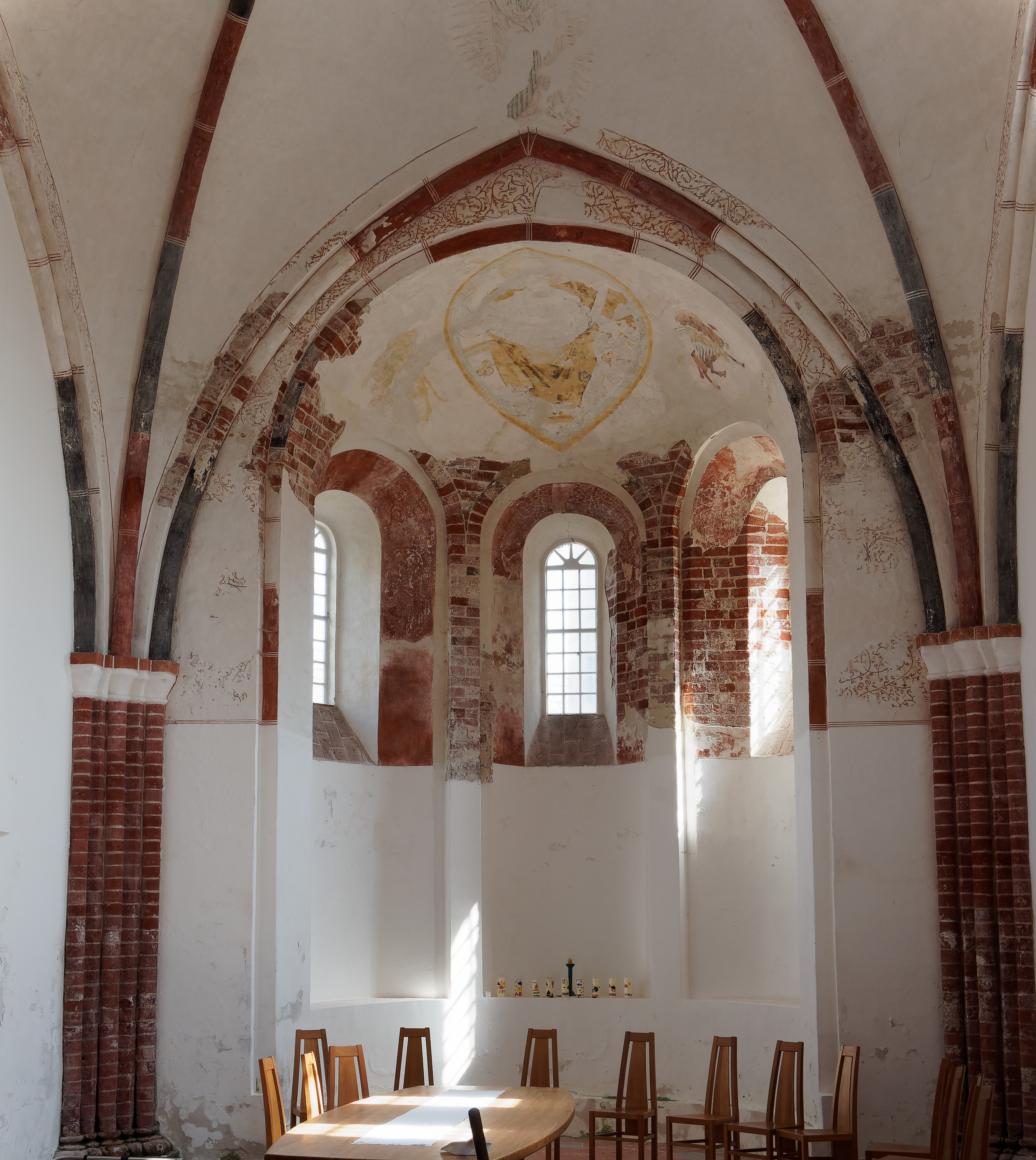
Apsis – oben freigelegte Wandmalereien; Fensternischen bis weit nach unten

## Ausstattung
Die hinsichtlich ihrer figürlichen Elemente nur noch in Resten erhaltene Wandausmalung stammt nach ihrem Stil wohl aus dem frühen 14. Jahrhundert.
Die Deckenmalereien wurden bei der Renovierung 1976 bis 1994 fragmentarisch wieder freigelegt. Sie werden auf das frühe 14. Jahrhundert datiert und zeigen in der Hauptapsis Christus in der Mandorla. An den Gewölberippen sind ornamentale Malereien zu sehen, während die Darstellungen des Jüngsten Gerichts am Triumphbogen zwischen Langhaus und Vierung sowie der Maria mit dem Kind im Strahlenkranz spätgotische Elemente aufweisen. Ursprünglich hatte das Gebäude auch einen Lettner, dessen Reste am Triumphbogen ergraben wurden.
Das von Hinrich Klinghe, einem Sohn des berühmten Bremer Bronzegießers Ghert Klinghe, gegossene Bronzetaufbecken aus dem Jahr 1469 wird bis heute benutzt. Es wird von vier Evangelisten getragen und ist mit Darstellungen der Kreuzigung mit Maria und Johannes sowie von Aposteln, Heiligen und musizierenden Engeln verziert.
Die Kanzel wurde im Jahre 1704 von Peter Gerkes Husmann aus Emden angefertigt. Unter einem übergroßen Schalldeckel befindet sich der Kanzelkorb mit freistehenden gedrehten Säulen, zwischen denen sich Fruchtgehänge befinden. Der Kanzelfuß ist mit Putten und einem am Kanzelboden hängendem Tannenzapfen verziert.
Zu den Vasa Sacra gehören zwei zinnerne Brotteller und eine zinnerne Kanne sowie zwei Becher, von denen einer im Jahre 1708 von dem Emder Goldschmied Arent Payn gefertigt wurde. Der zweite ist undatiert und ohne Meisterzeichen.
Die Orgel der Pilsumer Kreuzkirche auf der Westempore baute Valentin Ulrich Grotian im Jahre 1694. Sie gilt neben den Werken Arp Schnitgers als eine der bedeutendsten aus der Zeit um 1700 im Nordseeküstengebiet. Von dem Instrument ist der größte Teil des Pfeifenwerks erhalten geblieben. Im Jahre 1991 wurde die Orgel restauriert.
Das Geläut besteht aus lediglich zwei Glocken. Die große Glocke (dis') hängt im freistehenden Glockenturm und wurde 1838 von H. van Bergen & Claudi Fremy IV gegossen. In der Laterne des Turmes hängt die Bet- und Uhrglocke in e'', gegossen 1864.

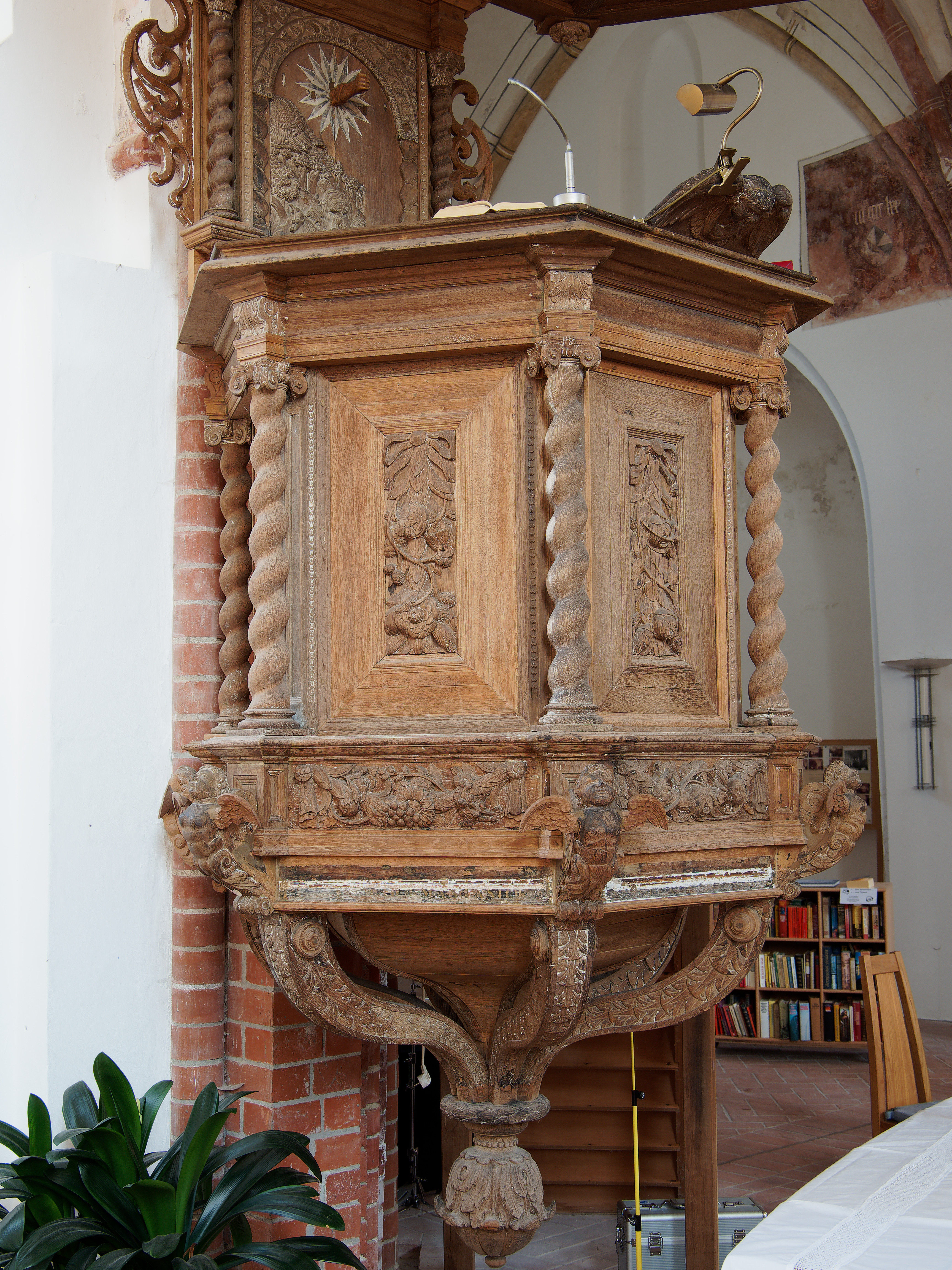
Kanzel
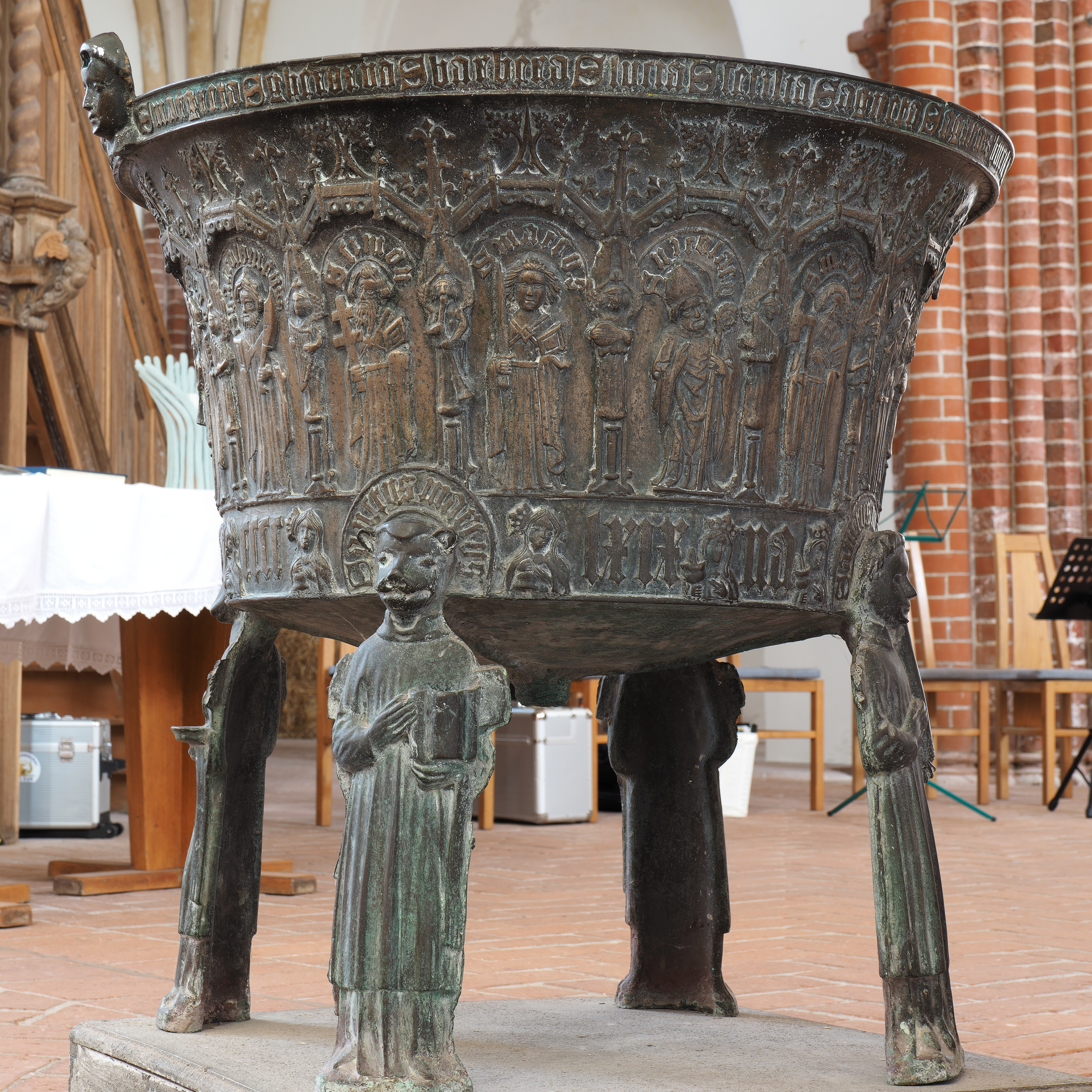
Taufbecken
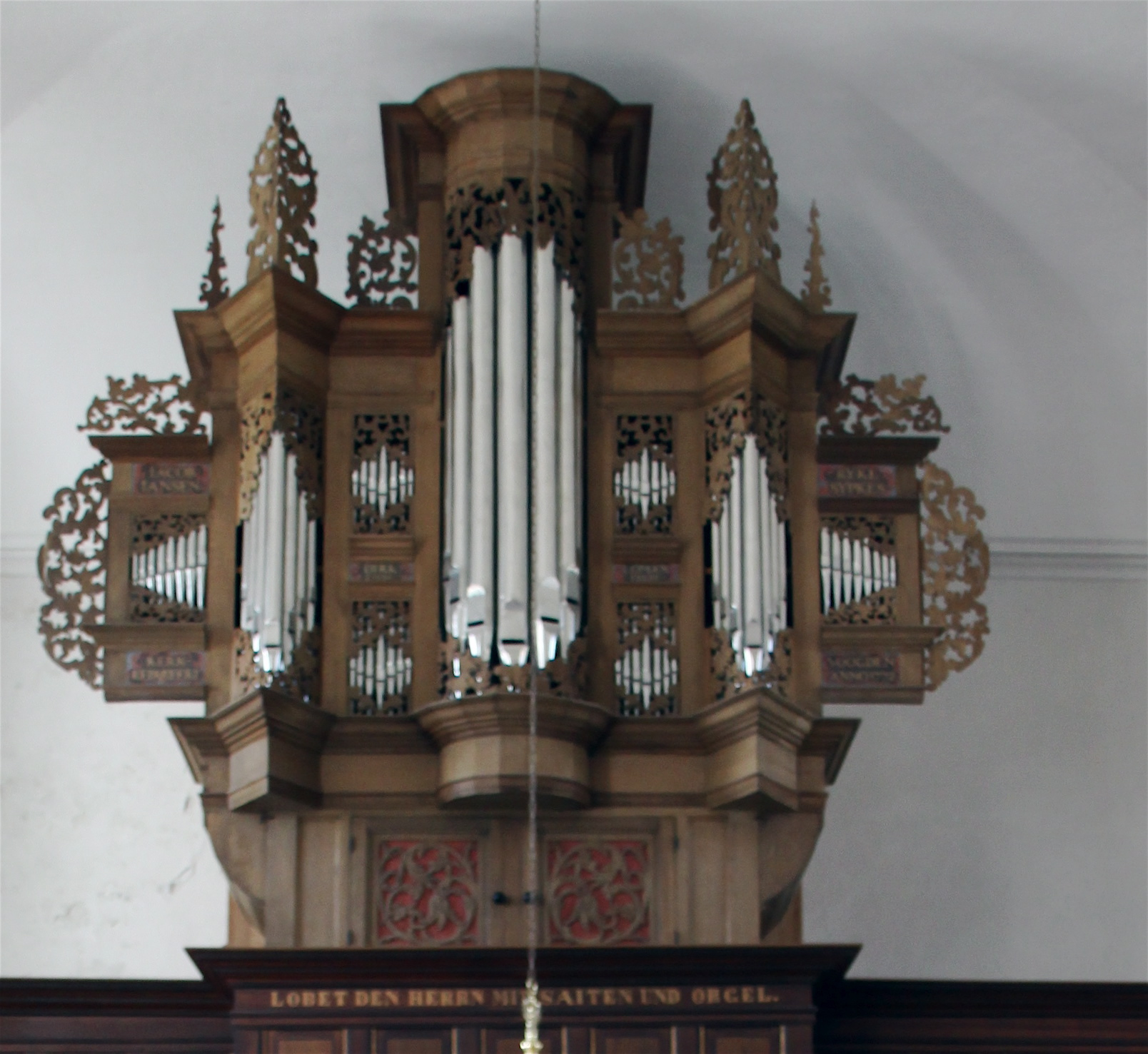
Orgel (1694)